# Mike Candys
Michael Kull, cunoscut sub numele de scenă Mike Candys (n. 20 august 1971), este un producător muzical și DJ elvețian.

## Discografie
- Smile (2011)